# Yūji Sugano
Yūji Sugano (jap. 菅野 裕二 Sugano Yūji; ur. 14 kwietnia 1961) – japoński piłkarz, reprezentant kraju.

## Kariera klubowa
Jako piłkarz grał w klubie Nagoya Grampus Eight. Karierę zakończył w 1992.

## Kariera reprezentacyjna
W reprezentacji Japonii zadebiutował w 1988.

## Statystyki
| Reprezentacja Japonii | Reprezentacja Japonii | Reprezentacja Japonii |
| Rok                   | Mecze                 | Gole                  |
| --------------------- | --------------------- | --------------------- |
| 1988                  | 1                     | 0                     |
| Razem                 | 1                     | 0                     |